# Єжевець
Єжевець (словен. Ježevec) — поселення в общині Літія, Осреднєсловенський регіон, Словенія. Висота над рівнем моря: 706,3 м.